# 35e législature du Canada

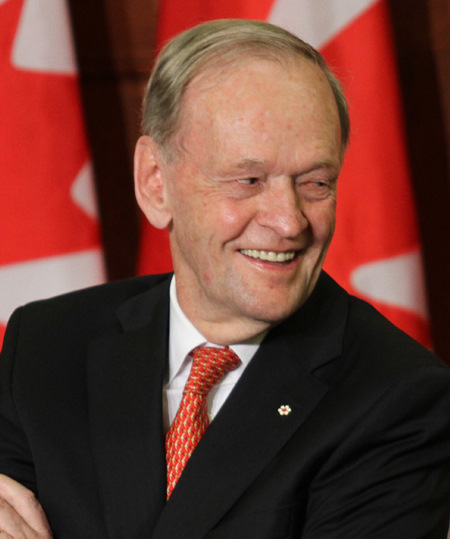
Jean Chrétien est Premier ministre durant la.

La 35e législature du Canada est en session du 17 janvier 1994 au 27 avril 1997. Sa composition est déterminée par les élections de 1993, tenues le 25 octobre 1993, et est légèrement modifiée par des démissions et des élections partielles survenues avant les élections de 1997. 
Cette législature est contrôlée par une majorité parlementaire détenue par le Parti libéral et son chef Jean Chrétien. L'opposition officielle est représentée par le Bloc québécois, initialement dirigé par Lucien Bouchard, ensuite par Michel Gauthier et enfin par Gilles Duceppe.
Le président de la Chambre est Gilbert Parent.
Voici les 2 sessions parlementaires de la 35e législature :
| Session | Début           | Fin            |
| ------- | --------------- | -------------- |
| 1re     | 17 janvier 1994 | 2 février 1996 |
| 2e      | 27 février 1996 | 27 avril 1997  |

## Liste des députés

### Alberta
| Circonscription      | Circonscription | Nom              | Parti |
| -------------------- | --------------- | ---------------- | ----- |
| Athabasca            |                 | David Chatters   | PR    |
| Beaver River         |                 | Deborah Grey     | PR    |
| Calgary-Centre       |                 | Jim Silye        | PR    |
| Calgary-Nord         |                 | Diane Ablonczy   | PR    |
| Calgary-Nord-Est     |                 | Art Hanger       | PR    |
| Calgary-Ouest        |                 | Stephen Harper   | PR    |
| Calgary-Sud-Est      |                 | Lee Richardson   | PR    |
| Calgary-Sud-Est      | Indépendant     | Lee Richardson   |       |
| Calgary-Sud-Ouest    |                 | Preston Manning  | PR    |
| Crowfoot             |                 | Jack Ramsay      | PR    |
| Edmonton-Est         |                 | Judy Bethel      | PLC   |
| Edmonton-Nord        |                 | John Loney       | PLC   |
| Edmonton-Nord-Ouest  |                 | Anne McLellan    | PLC   |
| Edmonton-Sud-Est     |                 | David Kilgour    | PLC   |
| Edmonton-Sud-Ouest   |                 | Ian McClelland   | PR    |
| Edmonton—Strathcona  |                 | Hugh Hanrahan    | PR    |
| Elk Island           |                 | Ken Epp          | PR    |
| Lethbridge—Foothills |                 | Ray Speaker      | PR    |
| Macleod              |                 | Grant Hill       | PR    |
| Medicine Hat         |                 | Monte Solberg    | PR    |
| Peace River          |                 | Charlie Penson   | PR    |
| Red Deer             |                 | Bob Mills        | PR    |
| St. Albert           |                 | John G. Williams | PR    |
| Vegreville           |                 | Leon Benoit      | PR    |
| Wetaskiwin           |                 | Dale Johnston    | PR    |
| Wild Rose            |                 | Myron Thompson   | PR    |
| Yellowhead           |                 | Cliff Breitkreuz | PR    |

### Colombie-Britannique
| Circonscription              | Circonscription | Nom               | Parti |
| ---------------------------- | --------------- | ----------------- | ----- |
| Burnaby—Kingsway             |                 | Svend Robinson    | NPD   |
| Capilano—Howe Sound          |                 | Herb Grubel       | PR    |
| Cariboo—Chilcotin            |                 | Philip Mayfield   | PR    |
| Comox—Alberni                |                 | Bill Gilmour      | PR    |
| Delta                        |                 | John Cummins      | PR    |
| Esquimalt—Juan de Fuca       |                 | Keith Martin      | PR    |
| Fraser Valley East           |                 | Chuck Strahl      | PR    |
| Fraser Valley-Ouest          |                 | Randy White       | PR    |
| Kamloops                     |                 | Nelson Riis       | NPD   |
| Kootenay-Est                 |                 | Jim Abbott        | PR    |
| Kootenay-Ouest—Revelstoke    |                 | Jim Gouk          | PR    |
| Mission—Coquitlam            |                 | Daphne Jennings   | PR    |
| Nanaimo—Cowichan             |                 | Bob Ringma        | PR    |
| New Westminster—Burnaby      |                 | Paul Forseth      | PR    |
| North Island—Powell River    |                 | John Duncan       | PR    |
| North Vancouver              |                 | Ted White         | PR    |
| Okanagan-Centre              |                 | Werner Schmidt    | PR    |
| Okanagan—Shuswap             |                 | Darrel Stinson    | PR    |
| Okanagan—Similkameen—Merritt |                 | Jim Hart          | PR    |
| Port Moody—Coquitlam         |                 | Sharon Hayes      | PR    |
| Prince George—Bulkley Valley |                 | Richard Harris    | PR    |
| Prince George—Peace River    |                 | Jay Hill          | PR    |
| Richmond                     |                 | Raymond Chan      | PLC   |
| Saanich—Gulf Islands         |                 | Jack Frazer       | PR    |
| Skeena                       |                 | Mike Scott        | PR    |
| Surrey-Nord                  |                 | Margaret Bridgman | PR    |
| Surrey—White Rock—Delta-Nord |                 | Val Meredith      | PR    |
| Vancouver-Centre             |                 | Hedy Fry          | PLC   |
| Vancouver-Est                |                 | Anna Terrana      | PLC   |
| Vancouver Quadra             |                 | Ted McWhinney     | PLC   |
| Vancouver-Sud                |                 | Herb Dhaliwal     | PLC   |
| Victoria                     |                 | David Anderson    | PLC   |

### Île-du-Prince-Édouard
| Circonscription | Circonscription | Nom               | Parti |
| --------------- | --------------- | ----------------- | ----- |
| Cardigan        |                 | Lawrence MacAulay | PLC   |
| Egmont          |                 | Joe McGuire       | PLC   |
| Hillsborough    |                 | George Proud      | PLC   |
| Malpeque        |                 | Wayne Easter      | PLC   |

### Manitoba
| Circonscription      | Circonscription | Nom             | Parti |
| -------------------- | --------------- | --------------- | ----- |
| Brandon—Souris       |                 | Glen McKinnon   | PLC   |
| Churchill            |                 | Elijah Harper   | PLC   |
| Dauphin—Swan River   |                 | Marlene Cowling | PLC   |
| Lisgar—Marquette     |                 | Jake Hoeppner   | PR    |
| Portage—Interlake    |                 | Jon Gerrard     | PLC   |
| Provencher           |                 | David Iftody    | PLC   |
| Selkirk—Red River    |                 | Ron Fewchuk     | PLC   |
| Saint-Boniface       |                 | Ronald Duhamel  | PLC   |
| Winnipeg-Centre-Nord |                 | David Walker    | PLC   |
| Winnipeg-Centre-Sud  |                 | Lloyd Axworthy  | PLC   |
| Winnipeg-Nord        |                 | Rey Pagtakhan   | PLC   |
| Winnipeg-Sud         |                 | Reg Alcock      | PLC   |
| Winnipeg—St. James   |                 | John Harvard    | PLC   |
| Winnipeg—Transcona   |                 | Bill Blaikie    | NPD   |

### Nouveau-Brunswick
| Circonscription          | Circonscription | Nom                         | Parti |
| ------------------------ | --------------- | --------------------------- | ----- |
| Acadie—Bathurst          |                 | Doug Young                  | PLC   |
| Beauséjour               |                 | Fernand Robichaud           | PLC   |
| Carleton—Charlotte       |                 | Harold Culbert              | PLC   |
| Fredericton—York—Sunbury |                 | Andy Scott                  | PLC   |
| Fundy—Royal              |                 | Paul Zed                    | PLC   |
| Madawaska—Victoria       |                 | Pierrette Ringuette-Maltais | PLC   |
| Miramichi                |                 | Charles Hubbard             | PLC   |
| Moncton                  |                 | George Rideout              | PLC   |
| Restigouche—Chaleur      |                 | Guy Arseneault              | PLC   |
| Saint John               |                 | Elsie Wayne                 | PC    |

### Nouvelle-Écosse
| Circonscription             | Circonscription | Nom               | Parti |
| --------------------------- | --------------- | ----------------- | ----- |
| Annapolis Valley—Hants      |                 | Pat Nowlan        | PLC   |
| Cape Breton Highlands—Canso |                 | Francis LeBlanc   | PLC   |
| Cap-Breton—Richmond-Est     |                 | David Dingwall    | PLC   |
| Cap-Breton—The Sydneys      |                 | Russell MacLellan | PLC   |
| Central Nova                |                 | Roseanne Skoke    | PLC   |
| Cumberland—Colchester       |                 | Dianne Brushett   | PLC   |
| Dartmouth                   |                 | Ron MacDonald     | PLC   |
| Halifax                     |                 | Mary Clancy       | PLC   |
| Halifax—Ouest               |                 | Geoff Regan       | PLC   |
| South Shore                 |                 | Derek Wells       | PLC   |
| South West Nova             |                 | Harry Verran      | PLC   |

### Ontario
| Circonscription                        | Circonscription | Nom                  | Parti |
| -------------------------------------- | --------------- | -------------------- | ----- |
| Algoma—Manitoulin                      |                 | Brent St. Denis      | PLC   |
| Beaches—Woodbine                       |                 | Maria Minna          | PLC   |
| Brampton—Malton                        |                 | Gurbax Malhi         | PLC   |
| Brampton                               |                 | Colleen Beaumier     | PLC   |
| Brant                                  |                 | Jane Stewart         | PLC   |
| Broadview—Greenwood                    |                 | Dennis Mills         | PLC   |
| Broadview—Greenwood                    | PLC indépendant | Dennis Mills         |       |
| Bruce—Grey                             |                 | Ovid Jackson         | PLC   |
| Burlington                             |                 | Paddy Torsney        | PLC   |
| Cambridge                              |                 | Janko Peric          | PLC   |
| Carleton—Gloucester                    |                 | Eugène Bellemare     | PLC   |
| Cochrane—Superior                      |                 | Réginald Bélair      | PLC   |
| Davenport                              |                 | Charles Caccia       | PLC   |
| Don Valley-Est                         |                 | David Collenette     | PLC   |
| Don Valley-Nord                        |                 | Sarkis Assadourian   | PLC   |
| Don Valley-Ouest                       |                 | John Godfrey         | PLC   |
| Durham                                 |                 | Alex Shepherd        | PLC   |
| Eglinton—Lawrence                      |                 | Joe Volpe            | PLC   |
| Elgin—Norfolk                          |                 | Gar Knutson          | PLC   |
| Erie                                   |                 | John Maloney         | PLC   |
| Essex—Kent                             |                 | Jerry Pickard        | PLC   |
| Essex—Windsor                          |                 | Susan Whelan         | PLC   |
| Etobicoke-Centre                       |                 | Allan Rock           | PLC   |
| Etobicoke-Nord                         |                 | Roy MacLaren         | PLC   |
| Etobicoke-Nord                         |                 | Roy Cullen           | PLC   |
| Etobicoke—Lakeshore                    |                 | Jean Augustine       | PLC   |
| Glengarry—Prescott—Russell             |                 | Don Boudria          | PLC   |
| Guelph—Wellington                      |                 | Brenda Chamberlain   | PLC   |
| Haldimand—Norfolk                      |                 | Bob Speller          | PLC   |
| Halton—Peel                            |                 | Julian Reed          | PLC   |
| Hamilton-Est                           |                 | Sheila Copps         | PLC   |
| Hamilton Mountain                      |                 | Beth Phinney         | PLC   |
| Hamilton-Ouest                         |                 | Stan Keyes           | PLC   |
| Hamilton—Wentworth                     |                 | John H. Bryden       | PLC   |
| Hastings—Frontenac—Lennox et Addington |                 | Larry McCormick      | PLC   |
| Huron—Bruce                            |                 | Paul Steckle         | PLC   |
| Kenora—Rainy River                     |                 | Robert Daniel Nault  | PLC   |
| Kent                                   |                 | Rex Crawford         | PLC   |
| Kingston et les Îles                   |                 | Peter Milliken       | PLC   |
| Kitchener                              |                 | John English         | PLC   |
| Lambton—Kent—Middlesex                 |                 | Rose-Marie Ur        | PLC   |
| Lanark—Carleton                        |                 | Ian Munro Murray     | PLC   |
| Leeds—Grenville                        |                 | Jim Jordan           | PLC   |
| Lincoln                                |                 | Tony Valeri          | PLC   |
| London-Est                             |                 | Joe Fontana          | PLC   |
| London-Ouest                           |                 | Sue Barnes           | PLC   |
| London—Middlesex                       |                 | Pat O'Brien          | PLC   |
| Markham—Whitchurch-Stoufville          |                 | Jag Bhaduria         | PLC   |
| Markham—Whitchurch-Stoufville          | PLC indépendant | Jag Bhaduria         |       |
| Mississauga-Est                        |                 | Albina Guarnieri     | PLC   |
| Mississauga-Ouest                      |                 | Carolyn Parrish      | PLC   |
| Mississauga-Sud                        |                 | Paul Szabo           | PLC   |
| Nepean                                 |                 | Beryl Gaffney        | PLC   |
| Niagara Falls                          |                 | Gary Pillitteri      | PLC   |
| Nickel Belt                            |                 | Ray Bonin            | PLC   |
| Nipissing                              |                 | Bob Wood             | PLC   |
| Northumberland                         |                 | Christine Stewart    | PLC   |
| Oakville—Milton                        |                 | Bonnie Brown         | PLC   |
| Ontario                                |                 | Dan McTeague         | PLC   |
| Oshawa                                 |                 | Ivan Grose           | PLC   |
| Ottawa-Centre                          |                 | Mac Harb             | PLC   |
| Ottawa-Ouest                           |                 | Marlene Catterall    | PLC   |
| Ottawa-Sud                             |                 | John Manley          | PLC   |
| Ottawa—Vanier                          |                 | Jean-Robert Gauthier | PLC   |
| Ottawa—Vanier                          |                 | Mauril Bélanger      | PLC   |
| Oxford                                 |                 | John Baird Finlay    | PLC   |
| Parkdale—High Park                     |                 | Jesse Flis           | PLC   |
| Parry Sound—Muskoka                    |                 | Andy Mitchell        | PLC   |
| Perth—Wellington—Waterloo              |                 | John Richardson      | PLC   |
| Peterborough                           |                 | Peter Adams          | PLC   |
| Prince Edward—Hastings                 |                 | Lyle Vanclief        | PLC   |
| Renfrew—Nipissing—Pembroke             |                 | Len Hopkins          | PLC   |
| Rosedale                               |                 | Bill Graham          | PLC   |
| Sarnia—Lambton                         |                 | Roger Gallaway       | PLC   |
| Sault Ste. Marie                       |                 | Ron Irwin            | PLC   |
| Scarborough—Agincourt                  |                 | Jim Karygiannis      | PLC   |
| Scarborough-Centre                     |                 | John Cannis          | PLC   |
| Scarborough-Est                        |                 | Doug Peters          | PLC   |
| Scarborough-Ouest                      |                 | Tom Wappel           | PLC   |
| Scarborough—Rouge River                |                 | Derek Lee            | PLC   |
| Simcoe-Centre                          |                 | Ed Harper            | PR    |
| Simcoe-Nord                            |                 | Paul DeVillers       | PLC   |
| St. Catharines                         |                 | Walt Lastewka        | PLC   |
| St. Paul's                             |                 | Barry Campbell       | PLC   |
| Stormont—Dundas                        |                 | Bob Kilger           | PLC   |
| Sudbury                                |                 | Diane Marleau        | PLC   |
| Thunder Bay—Atikokan                   |                 | Stan Dromisky        | PLC   |
| Thunder Bay—Nipigon                    |                 | Joe Comuzzi          | PLC   |
| Timiskaming—French River               |                 | Benoît Serré         | PLC   |
| Timmins—Chapleau                       |                 | Peter Thalheimer     | PLC   |
| Trinity—Spadina                        |                 | Tony Ianno           | PLC   |
| Victoria—Haliburton                    |                 | John O'Reilly        | PLC   |
| Waterloo                               |                 | Andrew Telegdi       | PLC   |
| Welland—St. Catharines—Thorold         |                 | Gilbert Parent       | PLC   |
| Wellington—Grey—Dufferin—Simcoe        |                 | Murray Calder        | PLC   |
| Willowdale                             |                 | Jim Peterson         | PLC   |
| Windsor-Ouest                          |                 | Herb Gray            | PLC   |
| Windsor—St. Clair                      |                 | Shaughnessy Cohen    | PLC   |
| York-Centre                            |                 | Art Eggleton         | PLC   |
| York-Nord                              |                 | Maurizio Bevilacqua  | PLC   |
| York-Ouest                             |                 | Sergio Marchi        | PLC   |
| York—Simcoe                            |                 | Karen Kraft Sloan    | PLC   |
| York-Sud—Weston                        |                 | John Nunziata        | PLC   |
| York-Sud—Weston                        | PLC indépendant | John Nunziata        |       |

### Québec
| Circonscription                  | Circonscription | Nom                       | Parti       |
| -------------------------------- | --------------- | ------------------------- | ----------- |
| Abitibi                          |                 | Bernard Deshaies          | BQ          |
| Ahuntsic                         |                 | Michel Daviault           | BQ          |
| Anjou—Rivière-des-Prairies       |                 | Roger Pomerleau           | BQ          |
| Argenteuil—Papineau              |                 | Maurice Dumas             | BQ          |
| Beauce                           |                 | Gilles Bernier            | Indépendant |
| Beauharnois—Salaberry            |                 | Laurent Lavigne           | BQ          |
| Beauport—Montmorency—Orléans     |                 | Michel Guimond            | BQ          |
| Bellechasse                      |                 | François Langlois         | BQ          |
| Berthier—Montcalm                |                 | Michel Bellehumeur        | BQ          |
| Blainville—Deux-Montagnes        |                 | Paul Mercier              | BQ          |
| Bonaventure—Îles-de-la-Madeleine |                 | Patrick Gagnon            | PLC         |
| Bourassa                         |                 | Osvaldo Núñez             | BQ          |
| Brome—Missisquoi                 |                 | Gaston Péloquin           | BQ          |
| Brome—Missisquoi                 |                 | Denis Paradis             | PLC         |
| Chambly                          |                 | Ghislain Lebel            | BQ          |
| Champlain                        |                 | Réjean Lefebvre           | BQ          |
| Charlesbourg                     |                 | Jean-Marc Jacob           | BQ          |
| Charlevoix                       |                 | Gérard Asselin            | BQ          |
| Châteauguay                      |                 | Maurice Godin             | BQ          |
| Chicoutimi                       |                 | Gilbert Fillion           | BQ          |
| Drummond                         |                 | Pauline Picard            | BQ          |
| Frontenac                        |                 | Jean-Guy Chrétien         | BQ          |
| Gaspé                            |                 | Yvan Bernier              | BQ          |
| Gatineau—La Lièvre               |                 | Mark Assad                | PLC         |
| Hochelaga-Maisonneuve            |                 | Réal Ménard               | BQ          |
| Hull—Aylmer                      |                 | Marcel Massé              | PLC         |
| Joliette                         |                 | René Laurin               | BQ          |
| Jonquière                        |                 | André Caron               | BQ          |
| Kamouraska—Rivière-du-Loup       |                 | Paul Crête                | BQ          |
| La Prairie                       |                 | Richard Bélisle           | BQ          |
| Lac-Saint-Jean                   |                 | Lucien Bouchard           | BQ          |
| Lac-Saint-Jean                   |                 | Stéphan Tremblay          | BQ          |
| Lachine—Lac-Saint-Louis          |                 | Clifford Lincoln          | PLC         |
| LaSalle—Émard                    |                 | Paul Martin               | PLC         |
| Laurentides                      |                 | Monique Guay              | BQ          |
| Laurier—Sainte-Marie             |                 | Gilles Duceppe            | BQ          |
| Laval-Centre                     |                 | Madeleine Dalphond-Guiral | BQ          |
| Laval-Est                        |                 | Maud Debien               | BQ          |
| Laval-Ouest                      |                 | Michel Dupuy              | PLC         |
| Lévis                            |                 | Antoine Dubé              | BQ          |
| Longueuil                        |                 | Nic Leblanc               | BQ          |
| Lotbinère                        |                 | Jean Landry               | BQ          |
| Louis-Hébert                     |                 | Philippe Paré             | BQ          |
| Manicouagan                      |                 | Bernard Saint-Laurent     | BQ          |
| Matapédia—Matane                 |                 | René Canuel               | BQ          |
| Mégantic—Compton—Stanstead       |                 | Maurice Bernier           | BQ          |
| Mercier                          |                 | Francine Lalonde          | BQ          |
| Mont-Royal                       |                 | Sheila Finestone          | PLC         |
| Notre-Dame-de-Grâce              |                 | Warren Allmand            | PLC         |
| Outremont                        |                 | Martin Cauchon            | PLC         |
| Papineau—Saint-Michel            |                 | André Ouellet             | PLC         |
| Papineau—Saint-Michel            |                 | Pierre Pettigrew          | PLC         |
| Pierrefonds—Dollard              |                 | Bernard Patry             | PLC         |
| Pontiac—Gatineau—Labelle         |                 | Robert Bertrand           | PLC         |
| Portneuf                         |                 | Pierre de Savoye          | BQ          |
| Langelier                        |                 | Christiane Gagnon         | BQ          |
| Québec-Est                       |                 | Jean-Paul Marchand        | BQ          |
| Richelieu                        |                 | Louis Plamondon           | BQ          |
| Richmond—Wolfe                   |                 | Gaston Leroux             | BQ          |
| Rimouski—Témiscouata             |                 | Suzanne Tremblay          | BQ          |
| Roberval                         |                 | Michel Gauthier           | BQ          |
| Rosemont                         |                 | Benoît Tremblay           | BQ          |
| Saint-Denis                      |                 | Eleni Bakopanos           | PLC         |
| Saint-Henri—Westmount            |                 | Lucienne Robillard        | PLC         |
| Saint-Hubert                     |                 | Pierrette Venne           | BQ          |
| Saint-Hyacinthe—Bagot            |                 | Yvan Loubier              | BQ          |
| Saint-Jean                       |                 | Claude Bachand            | BQ          |
| Saint-Laurent                    |                 | Shirley Maheu             | PLC         |
| Saint-Laurent                    |                 | Stéphane Dion             | PLC         |
| Saint-Léonard                    |                 | Alfonso Gagliano          | PLC         |
| Saint-Maurice                    |                 | Jean Chrétien             | PLC         |
| Shefford                         |                 | Jean Leroux               | BQ          |
| Sherbrooke                       |                 | Jean Charest              | PC          |
| Témiscamingue                    |                 | Pierre Brien              | BQ          |
| Terrebonne                       |                 | Benoît Sauvageau          | BQ          |
| Trois-Rivières                   |                 | Yves Rocheleau            | BQ          |
| Vaudreuil                        |                 | Nick Discepola            | PLC         |
| Verchères                        |                 | Stéphane Bergeron         | BQ          |
| Verdun—Saint-Paul                |                 | Raymond Lavigne           | PLC         |

### Saskatchewan
| Circonscription                      | Circonscription | Nom                | Parti |
| ------------------------------------ | --------------- | ------------------ | ----- |
| Kindersley—Llyodminster              |                 | Elwin Hermanson    | PR    |
| Mackenzie                            |                 | Vic Althouse       | NPD   |
| Moose Jaw—Lake Centre                |                 | Allan Kerpan       | PR    |
| Prince Albert—Churchill River        |                 | Gordon Kirkby      | PLC   |
| Regina—Lumsden                       |                 | John Solomon       | NPD   |
| Regina—Qu'Appelle                    |                 | Simon De Jong      | NPD   |
| Regina—Wascana                       |                 | Ralph Goodale      | PLC   |
| Saskatoon—Clark's Crossing           |                 | Chris Axworthy     | NPD   |
| Saskatoon—Dundurn                    |                 | Morris Bodnar      | PLC   |
| Saskatoon—Humboldt                   |                 | Georgette Sheridan | PLC   |
| Souris—Moose Mountain                |                 | Bernie Collins     | PLC   |
| Swift Current—Maple Creek—Assiniboia |                 | Lee Morrison       | PR    |
| The Battlefords—Meadow Lake          |                 | Len Taylor         | NPD   |
| Yorkton—Melville                     |                 | Garry Breitkreuz   | PR    |

### Terre-Neuve
| Circonscription              | Circonscription | Nom                                                               | Parti |
| ---------------------------- | --------------- | ----------------------------------------------------------------- | ----- |
| Bonavista—Trinity—Conception |                 | Fred Mifflin                                                      | PLC   |
| Burin—St. George's           |                 | Roger Simmons                                                     | PLC   |
| Gander—Grand Falls           |                 | George Baker                                                      | PLC   |
| Humber—St. Barbe—Baie Verte  |                 | Brian Tobin (démissionne, devint premier ministre de Terre-Neuve) | PLC   |
| Humber—St. Barbe—Baie Verte  |                 | Gerry Byrne (élection partielle en 1996)                          | PLC   |
| Labrador                     |                 | Bill Rompkey (nommé au Sénat)                                     | PLC   |
| Labrador                     |                 | Lawrence O'Brien (élection partielle en 1996)                     | PLC   |
| St. John's-Est               |                 | Bonnie Hickey                                                     | PLC   |
| St. John's-Ouest             |                 | Jean Payne                                                        | PLC   |

### Territoires du Nord-Ouest
| Circonscription | Circonscription | Nom                  | Parti |
| --------------- | --------------- | -------------------- | ----- |
| Nunatsiaq       |                 | Jack Anawak          | PLC   |
| Western Arctic  |                 | Ethel Blondin-Andrew | PLC   |

### Yukon
| Circonscription | Circonscription | Nom               | Parti |
| --------------- | --------------- | ----------------- | ----- |
| Yukon           |                 | Audrey McLaughlin | NPD   |

### Élections partielles

#### 13 février 1995
- Brome—Missisquoi, Québec: Denis Paradis (Libéral)
- Ottawa—Vanier, Ontario: Mauril Bélanger (Libéral)
- Saint-Henri—Westmount : Lucienne Robillard (Libéral)

#### 25 mars 1996
- Etobicoke-Nord, Ontario: Roy Cullen (Libéral)
- Humber—Saint-Barbe—Baie-Verte, Terre-Neuve: Gerry Byrne (Libéral)
- Labrador, Terre-Neuve: Lawrence D. O'Brien (Libéral)
- Lac-Saint-Jean, Québec: Stéphan Tremblay (Bloc québécois)
- Papineau—Saint-Michel, Québec: Pierre S. Pettigrew (Libéral)
- Saint-Laurent—Cartierville, Québec: Stéphane Dion (Libéral)

#### 17 juin 1996
- Hamilton-Est, Ontario: Sheila Maureen Copps (Libéral)

## Source de la traduction
- (en) Cet article est partiellement ou en totalité issu de l’article de Wikipédia en anglais intitulé « 35th Canadian Parliament » (voir la liste des auteurs).